# Musa Muhammed
Musa Muhammed Shehu (Kano, 31 ottobre 1996) è un calciatore nigeriano, difensore svincolato.

## Caratteristiche tecniche
Ricopre la posizione di terzino destro, abile nell'uno-contro-uno in fase di non possesso, riesce a rubare palla all'avversario, inoltre sa usare interventi decisi per merito della sua forza fisica. Oltre a ciò vanta un'ottima velocità di corsa. Nel periodo in cui militava nelle nazionali giovanili veniva impiegato come rigorista, rivelandosi affidabile dagli undici metri.

## Carriera

### Club

#### Başakşehir e Željezničar
Il 16 dicembre 2015 debutta come professionista nel club del Başakşehir nella Süper Lig vincendo per 4-1 contro il Şanlıurfaspor, Sokol Çikalleshi apre le marcature grazie al passaggio di Muhammed; ha giocato con la squadra fino al 2017, l'ultima partita l'ha disputata contro il Sivasspor pareggiando per 0-0. Viene ceduto in prestito al clun bosniaco del Željezničar giocando solo nove partite, nel match contro il Sloboda Muhammed fornisce al suo compagno Srđan Stanić l'assist con cui quest'ultimo segna il gol del definitivo 4-2.

#### Lokomotiv Plovdiv e Gorica
Nel 2017 si trasferisce in Bulgaria giocando con il Lokomotiv Plovdiv, esordisce nella sconfitta per 2-1 contro lo Slavia Sofia, con lo stesso risultato si è conclusa la partita vinta contr il Stara Zagora dove Muhammed grazie al suo cross permette al compagno Dimo Bakalov di segnare con un colpo di testa. Gioca poi con il Gorica dove segna solo due reti, la prima il 10 maggio 2019 con il gol del 4-1 sconfiggendo l'Istria 1961 e la seconda il 6 marzo 2022 battendo per 4-0 il Dragovoljac.

#### Sarajevo e Doxa Katōkopias
Gioca nel campionato bosniaco, nella stagione 2022-2023 vestendo la maglia del Sarajevo, per merito del passaggio di Muhammed il suo compagno Dal Varešanović segna di testa il col del 2-1 battendo il Široki Brijeg, esegue due cross vincenti nella vittoria per 3-0 ai danni del Leotar, segna anche un gol del pareggio per 2-2 con il Željezničar. Si trasferisce poi a Cipro dove per un breve periodo ha giocato per il Doxa Katōkopias.

### Nazionale
Viene convocato per partecipare, con la Nazionale Under-17, al campionato continentale di categoria Marocco 2013, nella finale contro il Costa d'Avorio la partita finisce per 1-1, ai rigori Muhammed segna dal dischetto benché la Nigeria perda per 5-4. Con la nazionale giovanile partecipa al Mondiale Under-17, trasforma un rigore nella vittoria per 5-0 contro l'Iraq, segna un gol vincendo per 4-1 contro l'Iran, infine la Nigeria vince il mondiale, nella finale la squadra batte il Messico, Muhammed con un calcio di punizione segna il gol del 3-0.
Partecipa nel 2015 alla Coppa d'Africa giovanile con la Nazionale Under-20 vincendola oltre a essere nominato capocannoniere, segna due rigori sconfiggendo per 4-1 il Congo, un altro rigore lo mette a segno con il gol del 2-2 pareggiando con il Costa d'Avorio, infine riesce a fare una rete battendo per 2-0 il Ghana.
Ha esordito con la nazionale nigeriana il 27 maggio 2016, nell'amichevole vinta per 1-0 contro il Mali.

## Statistiche

### Presenze e reti nei club
Statistiche aggiornate al 27 agosto 2018.
| Stagione                   | Squadra                    | Campionato                 | Campionato | Campionato | Coppe nazionali | Coppe nazionali | Coppe nazionali | Coppe continentali | Coppe continentali | Coppe continentali | Altre coppe | Altre coppe | Altre coppe | Totale | Totale |
| Stagione                   | Squadra                    | Comp                       | Pres       | Reti       | Comp            | Pres            | Reti            | Comp               | Pres               | Reti               | Comp        | Pres        | Reti        | Pres   | Reti   |
| -------------------------- | -------------------------- | -------------------------- | ---------- | ---------- | --------------- | --------------- | --------------- | ------------------ | ------------------ | ------------------ | ----------- | ----------- | ----------- | ------ | ------ |
| 2015-2016                  | İstanbul Başakşehir        | SL                         | -          | -          | TK              | 5               | 0               | -                  | -                  | -                  | -           | -           | -           | 5      | 0      |
| 2016-feb. 2017             | İstanbul Başakşehir        | SL                         | -          | -          | TK              | 6               | 0               | -                  | -                  | -                  | -           | -           | -           | 6      | 0      |
| Totale İstanbul Başakşehir | Totale İstanbul Başakşehir | Totale İstanbul Başakşehir | -          | -          |                 | 11              | 0               |                    | -                  | -                  |             | -           | -           | 11     | 0      |
| feb.-giu. 2017             | Željezničar                | PL                         | 6          | 0          | CB              | 3               | 0               | -                  | -                  | -                  | -           | -           | -           | 9      | 0      |
| sett. 2017-2018            | Lokomotiv Plovdiv          | A-PFG                      | 16+7       | 0          | CB              | 2               | 0               | -                  | -                  | -                  | -           | -           | -           | 25     | 0      |
| 2018-2019                  | HNK Gorica                 | 1. HNL                     | 2          | 0          | CC              | 0               | 0               | -                  | -                  | -                  | -           | -           | -           | 2      | 0      |
| Totale carriera            | Totale carriera            | Totale carriera            | 31         | 0          |                 | 16              | 0               |                    | -                  | -                  |             | -           | -           | 47     | 0      |

### Cronologia presenze e reti in nazionale
| Cronologia completa delle presenze e delle reti in nazionale ― Nigeria | Cronologia completa delle presenze e delle reti in nazionale ― Nigeria | Cronologia completa delle presenze e delle reti in nazionale ― Nigeria | Cronologia completa delle presenze e delle reti in nazionale ― Nigeria | Cronologia completa delle presenze e delle reti in nazionale ― Nigeria | Cronologia completa delle presenze e delle reti in nazionale ― Nigeria | Cronologia completa delle presenze e delle reti in nazionale ― Nigeria | Cronologia completa delle presenze e delle reti in nazionale ― Nigeria |
| Data                                                                   | Città                                                                  | In casa                                                                | Risultato                                                              | Ospiti                                                                 | Competizione                                                           | Reti                                                                   | Note                                                                   |
| ---------------------------------------------------------------------- | ---------------------------------------------------------------------- | ---------------------------------------------------------------------- | ---------------------------------------------------------------------- | ---------------------------------------------------------------------- | ---------------------------------------------------------------------- | ---------------------------------------------------------------------- | ---------------------------------------------------------------------- |
| 27-5-2016                                                              | Rouen                                                                  | Nigeria                                                                | 1 – 0                                                                  | Mali                                                                   | Amichevole                                                             | -                                                                      |                                                                        |
| 31-5-2016                                                              | Lussemburgo                                                            | Lussemburgo                                                            | 1 – 3                                                                  | Nigeria                                                                | Amichevole                                                             | -                                                                      |                                                                        |
| 3-9-2016                                                               | Abuja                                                                  | Nigeria                                                                | 1 – 0                                                                  | Tanzania                                                               | Qual. Coppa d'Africa 2017                                              | -                                                                      | 25’                                                                    |
| Totale                                                                 |                                                                        | Presenze                                                               | 3                                                                      |                                                                        | Reti                                                                   | 0                                                                      |                                                                        |

## Palmarès
- Campionato mondiale Under-17: 1

2013
- Coppa delle Nazioni Africane Under-20: 1

2015